# Herma Studeny
Herma Studeny  (* 4. Januar 1886 in Marschendorf; † 28. Juni 1973 in Pullach) war eine deutsche Geigerin, Geigenpädagogin und Komponistin.

## Leben
Sie war eine Tochter des Mediziners Alfred Sö Studeny und von Hermine Niemeczek in München. Herma Studeny wurde  Schülerin des Konzertmeisters Richard Schrammel. Mit 17 Jahren debütierte sie. Während ihres Studiums am Prager Konservatorium war sie Schülerin von Antonín Dvořák und von Otakar Ševčík. Sie gründete in München das Studeny-Quartett (Herma Studeny, Lotte Harburger, Alf Beckmann, Karl List) und komponierte vier Suiten für Geige. Sie gab Geigenunterricht und hatte unter anderem auch Geigenschüler wie Gerhard Seitz (ab 1922) 
und Herbert Hirschmann (ab 1930) unter ihren Schülern. Michael Mann erhielt seit seinem 5. Lebensjahr (1924) in München von ihr Geigenunterricht.
Sie war außerdem Verfasserin des Büchleins vom Geigen.
Studeny war während des „Dritten Reiches“ Mitglied bei der bayerischen Musikkammer. Das wurde ihr nach dem Krieg vorgeworfen, und sie hatte deshalb Probleme mit öffentlichen Auftritten. Mit Hilfe der Volkshochschule konnte sie weiterhin öffentlich tätig sein.

## Schriften
- Das Büchlein vom Geigen. Bosse, Regensburg 1932 (2. Auflage 1938, 3. Auflage [1949]).
- Spielmannsweisen. Gedichte. Schmitt Tukan-Verlag, München [1939].
- Der gläserne Berg. Aus meinem Leben. Verlag Uni-Druck, München 1972, ISBN 978-3-87821-044-3.